# Centrale termoelettrica Bari
La centrale termoelettrica di Bari è stato il primo grande impianto termoelettrico costruito in Puglia, destinato a sostituire la miriade di piccole aziende produttrici presenti sul territorio e soddisfare l'incremento della richiesta di energia elettrica, in quel periodo sempre crescente, in modo da favorire il processo di industrializzazione del Mezzogiorno.

## Storia
La Società Generale Pugliese di Elettricità individuò il sito per la sua costruzione ai limiti della zona industriale della città di Bari ed in prossimità della sottostazione elettrica Bari-Nord della Società Meridionale Elettrica servita da linee elettriche a 150 kV.
La sua costruzione fu autorizzata nell'agosto del 1955 per due gruppi da 60.000 kW di potenza, poi passati a tre da 68.500 kW per un totale di 205.500 kW con decreto nº63 del Ministero dell'industria il 18 gennaio 1957.
La prima sezione entrò in servizio il 9 luglio 1958, la seconda il 31 gennaio 1959 e la terza il 25 novembre 1959. In quel tempo era considerata una delle centrali più avanzate per tecnologie costruttive e aspetto architettonico.
Nel 1958 la produzione di energia della SGPE arrivò a più di 700 milioni di kWh con il contributo del solo gruppo uno della nuova Centrale, coprendo il 24% del mercato energetico pugliese.
Nel 1962 con la nazionalizzazione dell'elettricità la Società Pugliese diventò Enel e con essa la Centrale che continuò a produrre energia per la Puglia.
La centrale con i suoi generatori di vapore policombustibile, era alimentata a olio combustibile denso anche se progettualmente poteva essere alimentata anche a carbon fossile. Una recente conversione delle Unità Produttive uno e due hanno consentito dal 2008 l'alimentazione a metano al posto del combustibile fossile con enormi vantaggi sotto il profilo ambientale, abbattendo le emissioni di ossidi di azoto e di zolfo, permettendo il rispetto dei limiti di legge della che richiedeva la autorizzazione integrata ambientale.

A causa dell’incendio del 4 agosto 2013, l'impianto è stato messo fuori servizio con l'allontanamento di tutti i combustibili e risulta attualmente in dismissione.